# Paweł Bylczyński (generał)
Paweł Bylczyński (ros. Павел Болеславович Быльчинский, ur. 14 marca?/26 marca 1862 w Kozłowiczach koło Nowogródka, zm. w czerwcu 1941 na Białorusi) – generał major armii Imperium Rosyjskiego, ofiara masakr więziennych na Zachodniej Białorusi.

## Życiorys
Pochodził z polskiej, ziemiańskiej rodziny h. Dęboróg z Grodzieńszczyzny. Był synem Bolesława Bylczyńskiego – oficera carskiego. Ukończył Orelski Korpus Kadetów Bachtina (w Orelu. W roku 1879 wstąpił do armii. W 1882 ukończył I Pawłowską Szkołę Wojsk Inżynieryjnych i Nikołajowską Szkołę Wojskową w Sankt-Petersburgu. W latach 1883–1902 służył w 7 Batalionie Pontonowym w regionie zakaspijskim, Aszchabacie i w Emiracie Buchary. Prowadził tam prace inżynieryjne, kontrolował prace przy kolei transsyberyjskiej itd. Za osobisty wkład w rozwój Uzbekistanu został odznaczony Orderem Św. Anny i Orderem Emiratu Buchary. W 1902 przeniesiony na Ukrainę jako dowódca wojsk inżynieryjnych w Żytomierzu. W roku 1912 awansowany na generał-majora, przeniesiony w stan spoczynku wrócił do rodzinnego majątku pod Nowogródkiem.

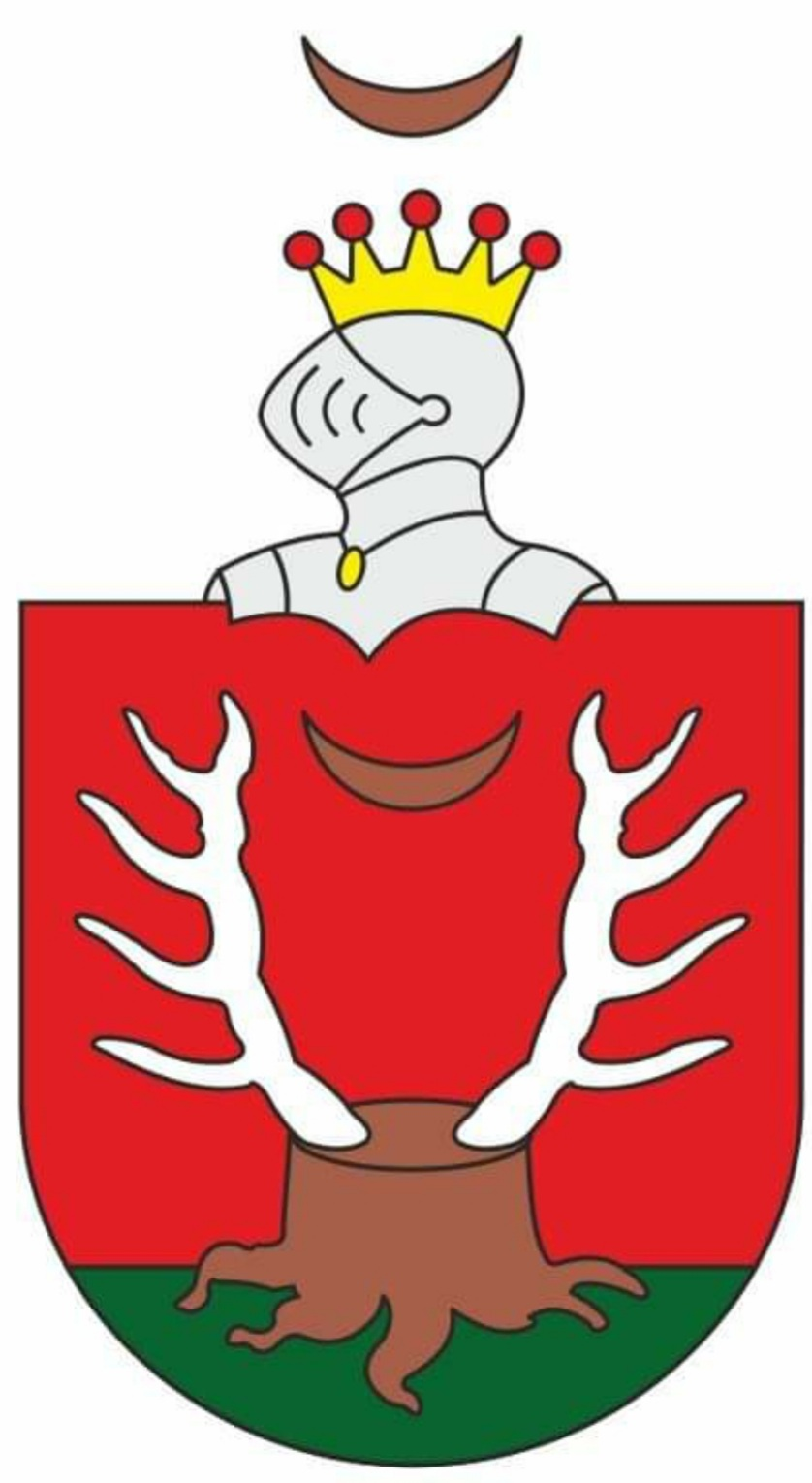
Herb Dęboróg Odmienny, którym pieczętowali się Bylczyńscy na Wschodzie Rosji.

Zmobilizowany po wybuchu I Wojny Światowej. W roku 1918 został przymusowo wcielony do Armii Czerwonej, z której uciekł do Białej Armii na Ukrainie.
W czerwcu 1941, tuż przed wkroczeniem do Nowogródka armii niemieckiej, został aresztowany przez NKWD i zamordowany w nieznanych okolicznościach w czasie tzw. masakr więziennych na Zachodniej Białorusi.
Był bratem białego generała Bolesława Bylczyńskiego, zamordowanego w Kijowie w roku 1918, po wkroczeniu do miasta oddziałów bolszewickich pułkownika Murawjowa. Miał syna – Konstantego – oficera armii polskiej.

## Odznaczenia[7]
- Order Św. Stanisława 3 Kl. (1892)
- Order Św. Anny 3 Kl. (1897)
- Order Św. Stanisława 2 Kl. (1907)
- Order Św. Anny 2 Kl. (1910)
- Order(inne języki) Emiratu Buchary (1900)